# 王玑 (苏松道道员)
王玑，浙江钱塘（今浙江杭州）人，清朝政治人物。

## 生平
王玑1726年接替蔡永清任苏松道道员一职，由孔毓璞接任。